# Bair Schargalowitsch Zybekdorschijew
Bair Schargalowitsch Zybekdorschijew (russisch Баир Жаргалович Цыбекдоржиев; * 6. Oktober 1992 in Taschir, Burjatien, Russland) ist ein russischer Bogenschütze burjatischer Herkunft.
2012 wurde Zybekdorschijew Junioren-Weltmeister mit der russischen Mannschaft in Las Vegas. Bei den Weltmeisterschaften in Ankara 2016 holte er eine Bronzemedaille mit der russischen Mannschaft.
Bei den Europameisterschaften 2014 im armenischen Etschmiadsin gewann er eine Goldmedaille im Mixed mit Tatjana Segina und eine Bronzemedaille mit der Mannschaft. Bei den Europameisterschaften 2017 in Vittel (Frankreich) gewann er eine Bronzemedaille mit der Mannschaft.
Bei den Europaspielen 2015 in Baku belegte er den 15. Platz im Einzel und den 8. Platz mit der Mannschaft. 2016 wurde er russischer Meister.